# Walter Wissarionowitsch Sanaja
Walter Wissarionowitsch Sanaja (georgisch ვალტერ სანაია; russisch Вальтер Виссарионович Саная; * 24. September 1925 in Otschamtschire, Abchasische SSR; † 29. Oktober 1999 in Moskau) war ein sowjetischer Fußballtorhüter. Sein Nachname wird auch in den Schreibweisen Sanaia und Sanaya angegeben.

## Leben und Karriere
Sanaja war in der Jugend von Dinamo Tiflis, bevor er seine Profikarriere bei Dinamo Suchum startete. Ab 1944 stand er in der Mannschaft von Dinamo Tiflis, bevor er 1946 zur damaligen Topmannschaft von Dynamo Moskau wechselte. 1949 wurde er mit den Hauptstädtern sowjetischer Fußballmeister. In Moskau konkurrierte Sanaja zunächst mit Alexei Chomitsch um den Posten des Stammtorhüters.
Als 1949 der spätere Startorwart Lew Jaschin in die erste Mannschaft von Dynamo Moskau geholt wurde, kam Sanaja aufgrund der starken Konkurrenz zu immer weniger Einsätzen. 1954 wechselte er schließlich zurück zu Dinamo Tiflis, bevor er von 1955 bis 1956 seine Karriere bei Neftjanik Baku ausklingen ließ.
Seine Tochter Marina Sanaja war Eiskunstläuferin und startete für die Sowjetunion bei den olympischen Spielen 1972.
Walter Sanaja starb 1999 in Moskau.